# Wapen van Handel

Het dorpswapen van Handel (Gemert-Bakel)

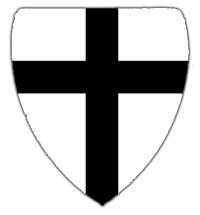
Wapenschild van de Duitse Orde, het wapen van Handel is hiervan afgeleid

Het wapen van Handel bestaat uit een zilveren schild, met daarop een zwart kruis en een blauwe lelie. Het wapen van de Duitse Orde bevatte ook een zilveren schild met zwart kruis, het is daar van afgeleid. Het wapen van Gemert en het wapen van De Mortel zijn ook afgeleid van dat van de Duitse Orde. Zij hebben ook een zilveren schild met kruis. Handel behoort tot de gemeente Gemert-Bakel, gelegen in de Nederlandse provincie Noord-Brabant.  De zeven dorpswapens voor de kernen zijn in een raadsvergadering van de gemeente Gemert-Bakel op 19 november 1997 vastgesteld.
Bavel
· De Mortel
· De Rips
· Dinteloord
· Elsendorp
· Galder
· Gemert
· Ginneken
· Handel
· Mierlo-Hout
· Milheeze
· Nispen
· Rosmalen
· Sint-Michielsgestel
· Strijbeek
· Ulvenhout